# Alexander Pawlowitsch Brjullow

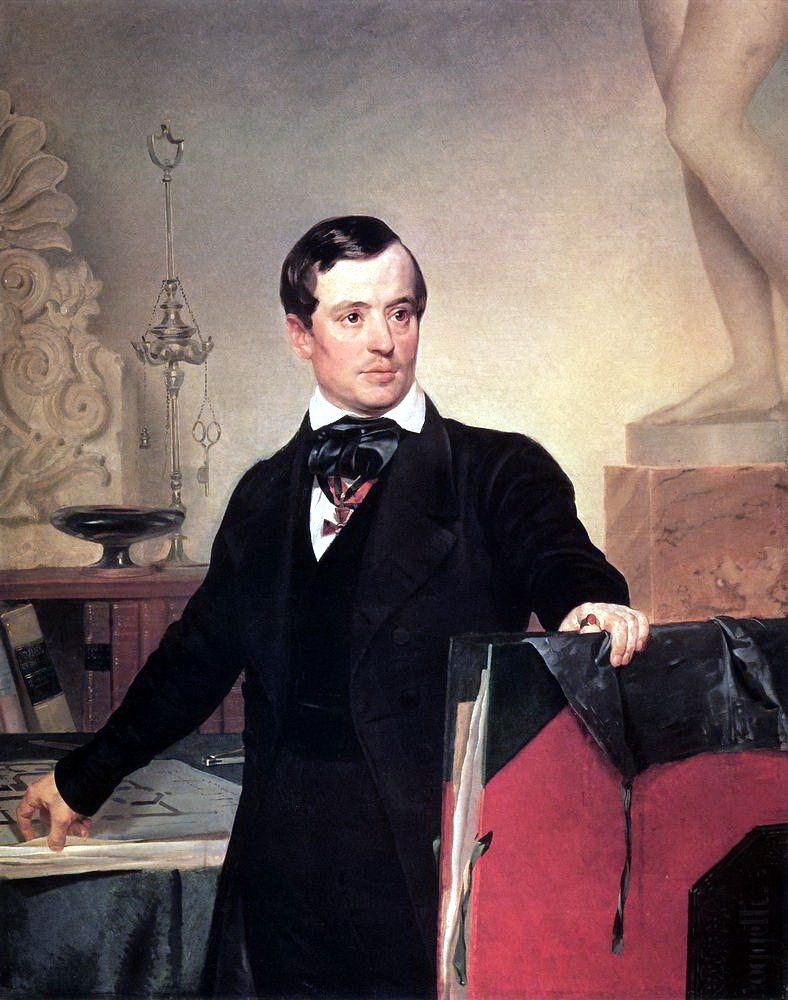
Alexander Pawlowitsch Brjullow (Karl Pawlowitsch Brjullow, 1841)

Alexander Pawlowitsch Brjullow (Brulleau bis 1822) (russisch Александр Павлович Брюллов; * 29. Novemberjul. / 10. Dezember 1798greg. in St. Petersburg; † 21. Januarjul. / 2. Februar 1877greg. ebenda) war ein russischer Aquarellist, Architekt und Hochschullehrer.

## Leben
Brjullow, Sohn des Stuckateurs und Miniaturmalers Paul Brulleau, wurde 1809 zusammen mit seinem jüngeren Bruder Karl zur Ausbildung auf Staatskosten von der Akademie der Künste aufgenommen. Alexander Brjullow studierte in der Architektur-Klasse (1810–1820), die er mit Auszeichnung abschloss. Seine Lehrer waren Andrejan Sacharow, Andrei Woronichin und Andrei Alexejewitsch Michailow.
1822 reisten die beiden Brüder mit einem sechsjährigen Auslandsstipendium der Kaiserlichen Gesellschaft zur Förderung der Künste zunächst nach München und dann im Mai 1823 nach Rom. Alexander Brjullow studierte dort mit Hingabe die antiken Ruinen. Für die Kaiserin Marija aquarellierte er das römische Kolosseum. Zusammen mit Alexander Lwow besuchte er 1824 Sizilien und dann Pompeji, wo er die zeichnerische Rekonstruktion der Thermen begann. In Neapel schuf er Aquarellporträts der königlichen Familie. Auch porträtierte er Ioannis Kapodistrias und Natalja Puschkina-Lanskaja.
1826 ging Brjullow mit den fertigen Zeichnungen nach Paris, wo seine pompejanischen Zeichnungen als Grafiken erschienen, während der französische Text dazu erst 1829 gedruckt wurde. Er studierte an der Universität von Paris Mechanik und Architekturgeschichte. Er besuchte Chartres und andere Städte auch in England. 1830 kehrte er nach St. Petersburg zurück. Dank seiner Pompejanischen Thermen wurde er Architekt Seiner Majestät, Korrespondierendes Mitglied des Französischen Instituts, Mitglied des Royal Institute of British Architects und Mitglied der Akademie der Künste in St. Petersburg und der Accademia di Belle Arti di Brera. 1830 stellte er ein Aquarellporträt Fürst Pjotr Lopuchins aus, und 1931 porträtierte er Kaiser Nikolaus I., umgeben von Kadetten der verschiedenen Korps.
Als Architekt wurde Brjullow bekannt durch seine Bauten in St. Petersburg und Umgebung. 1831–1832 baue er das St. Petersburger Michailowski-Theater, die neugotische Peter-und-Paul-Kirche in Pargolowo für die Gräfin Warwara Petrowna Schuwalowa und das Haus der Gräfin Samoilowa in Slawjanka sowie die lutherische Sankt-Petri-Kirche am Newski-Prospekt. Im gleichen Jahr erhielt er die Ernennung zum Professor der Architektur für sein Projekt einer prächtigen Kirche im klassizistischen Stil.
1835–1839 führte Brjullow auch Projekte in der Provinz aus, so in Tobolsk einen Obelisken zur Erinnerung an die Schlacht der Kosaken unter Ataman Jermak Timofejewitsch gegen die Tataren unter Kütschüm Khan. 1837 schuf er in Paris ein Porträt von Walter Scott, das er selbst auf Stein übertrug. Sein großes Talent zeigte sich bei der Restaurierung der Wohnräume des Winterpalasts nach dem Brand 1837 und dessen Wiederaufbau sowie dem Bau des Exerzierhauses. Ein besonderer Erfolg wurde die Palastgalerie mit pompejanischen Ornamenten. Auch baute er auf allerhöchsten Befehl 1834–1839 das Pulkowo-Observatorium auf den Pulkowo-Höhen, das er gleichzeitig mit dem Gardekorps-Stabsgebäude auf dem Palastplatz in St. Petersburg baute (1837–1843). 1842 plante und baute er die Karawanserei in Orenburg mit Moschee und Minarett. Es folgte der Umbau des Marmorpalasts für die Hochzeit des Großfürsten Konstantin Nikolajewitsch 1848, bei dem Peter Clodt von Jürgensburg mitwirkte. Für S. D. Netschajew errichtete er die Kulikowo-Säule (1848–1850) zur Erinnerung an die Schlacht auf dem Kulikowo Pole.

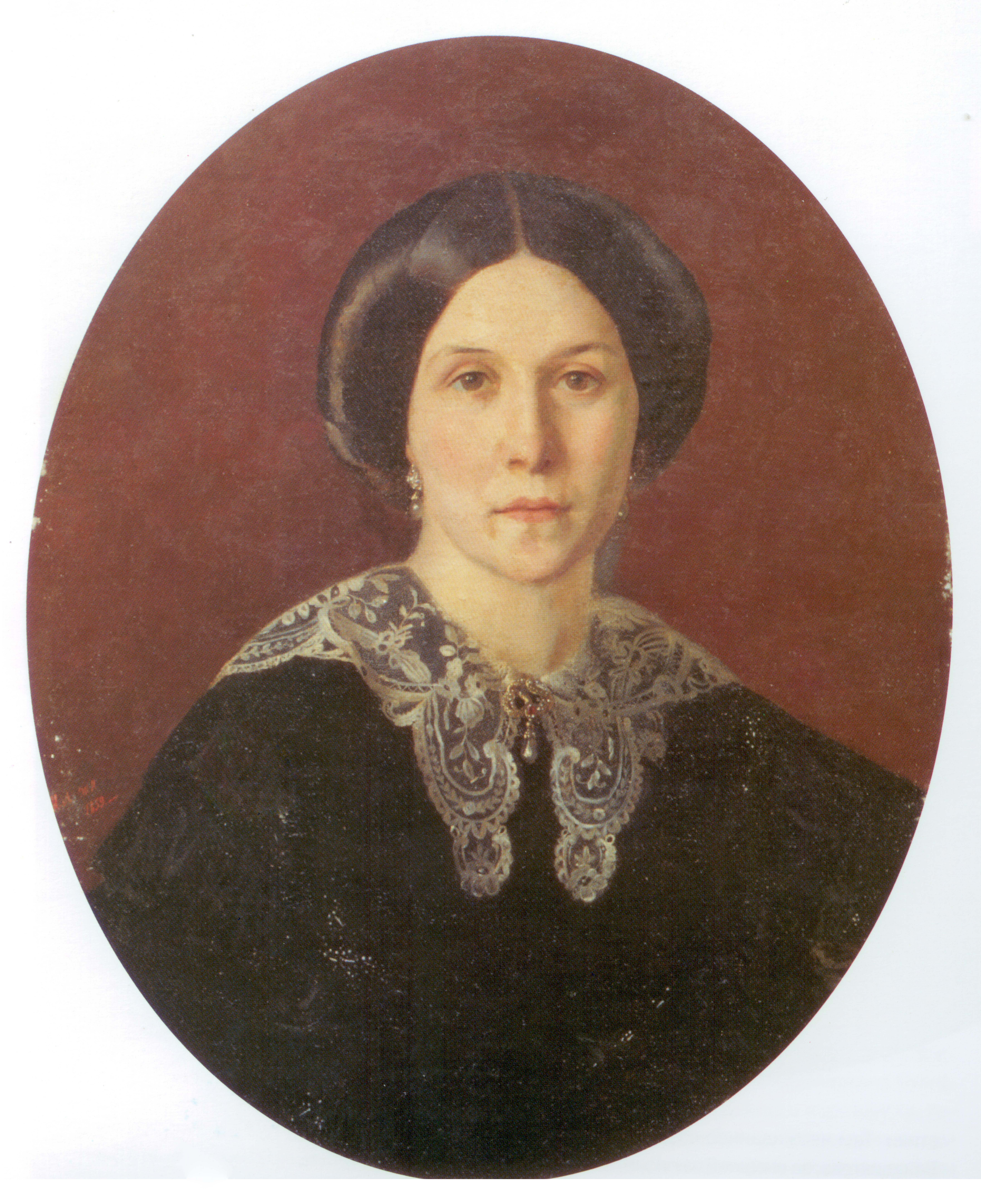
Alexandra Alexandrowna geborene von Rall (I. I. Lipin, 1859)

Brjullow lehrte an der Akademie der Künste. 1842 wurde er zum Professor I. Klasse ernannt und 1854 zum Verdienten Professor. Wegen Konflikten mit Kaiser Alexander II. musste er auf die aktive Bautätigkeit verzichten. Oft wurde er mit wissenschaftlich-technischen Gutachten beauftragt. 1871 ging er in den Ruhestand, blieb aber Mitglied des Akademie-Rats.
Brjullow war seit 1831 verheiratet mit Baronesse Alexandra Alexandrowna von Rall (1810–1885), Tochter des deutsch-russischen  Bankiers Baron Alexander Franz von Rall und seiner Frau Jelisaweta Nikolajewna geborene Molwo (1768–1843, Tochter des Zuckerfabrikanten Hermann Nikolaus Molwo) und Schwägerin des Schriftstellers Ossip Julian Iwanowitsch Senkowski und des Generals Friedrich Schubert. Das Ehepaar hatte neun Kinder, von denen die ältesten drei Söhne und eine Tochter im Kindesalter starben. In ihrem Haus und ihrer Datsche in Pawlowsk verkehrten Karl Brjullow, Michail Glinka, Nestor Kukolnik, Nikolai Gogol und Fjodor Jordan. Alexandra Alexandrowna als talentierte Musikerin führte Musikabende durch.
Brjullow wurde auf dem städtischen Friedhof in Pawlowsk begraben. Die Revolutionärin, Ethnologin und Orientalistin Nadeschda Wladimirowna Brjullowa-Schaskolskaja (1886–1937) war eine Enkelin Brjullows.

## Werke

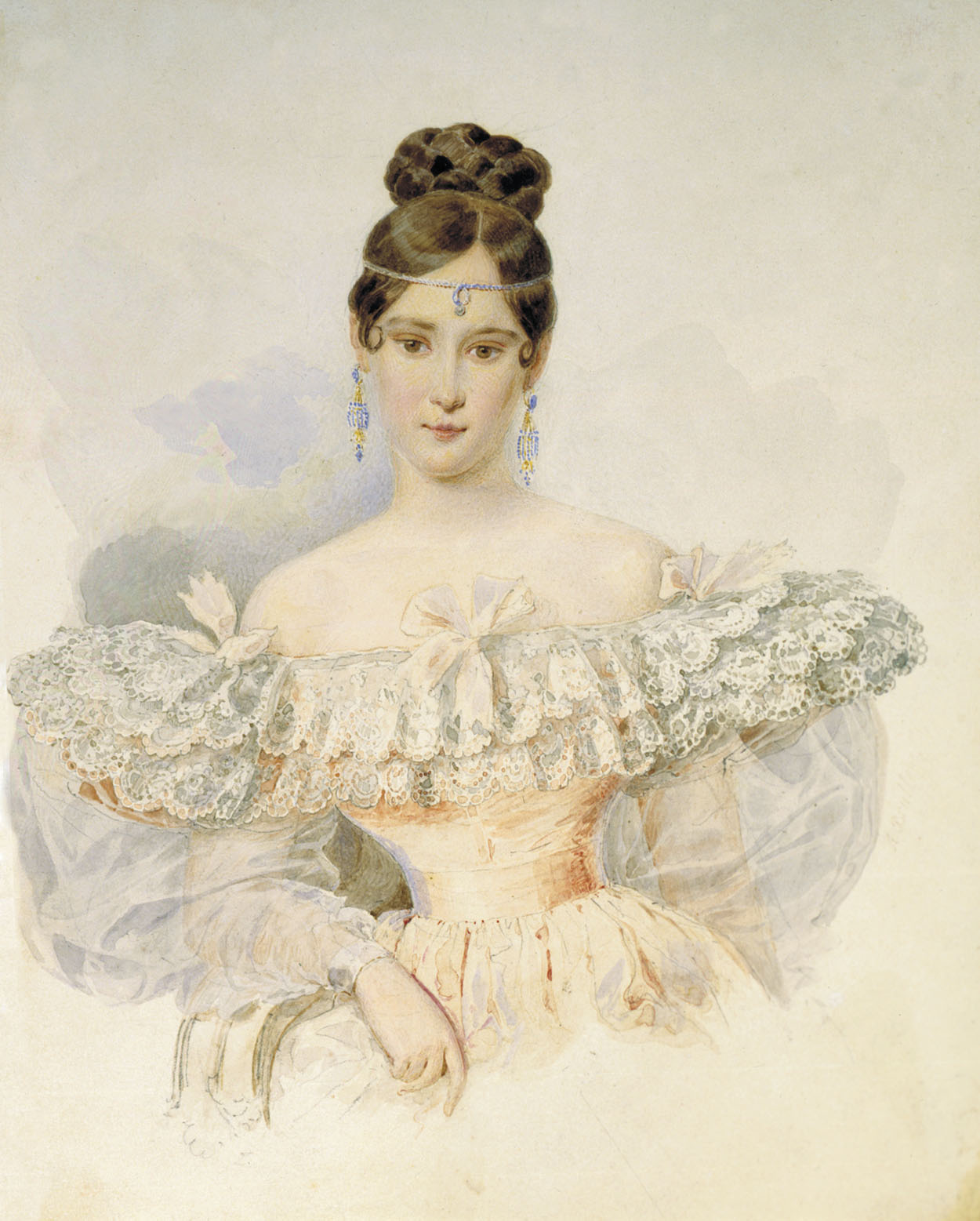
Natalja Puschkina-Lanskaja
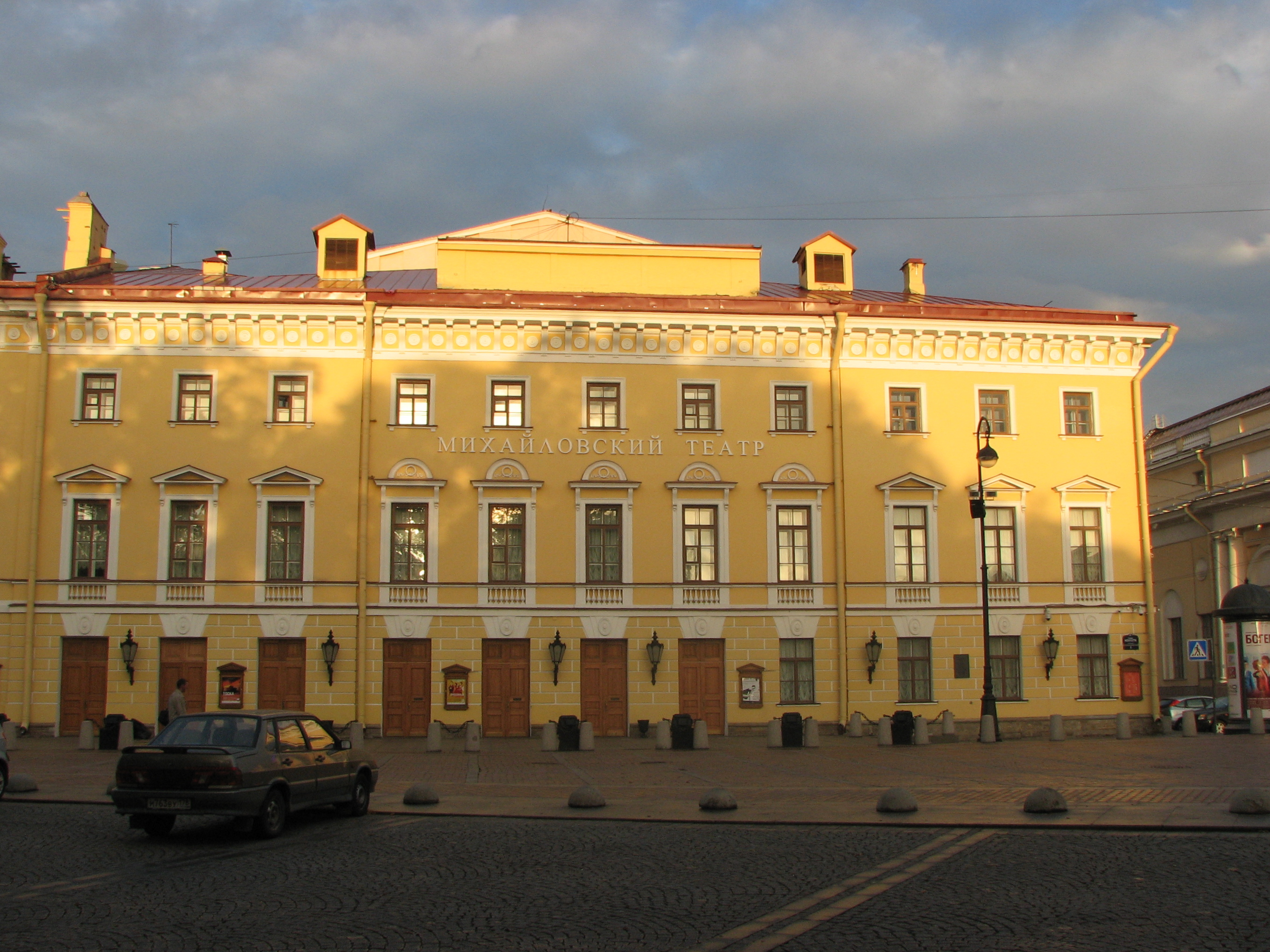
Michailowski-Theater, St. Petersburg
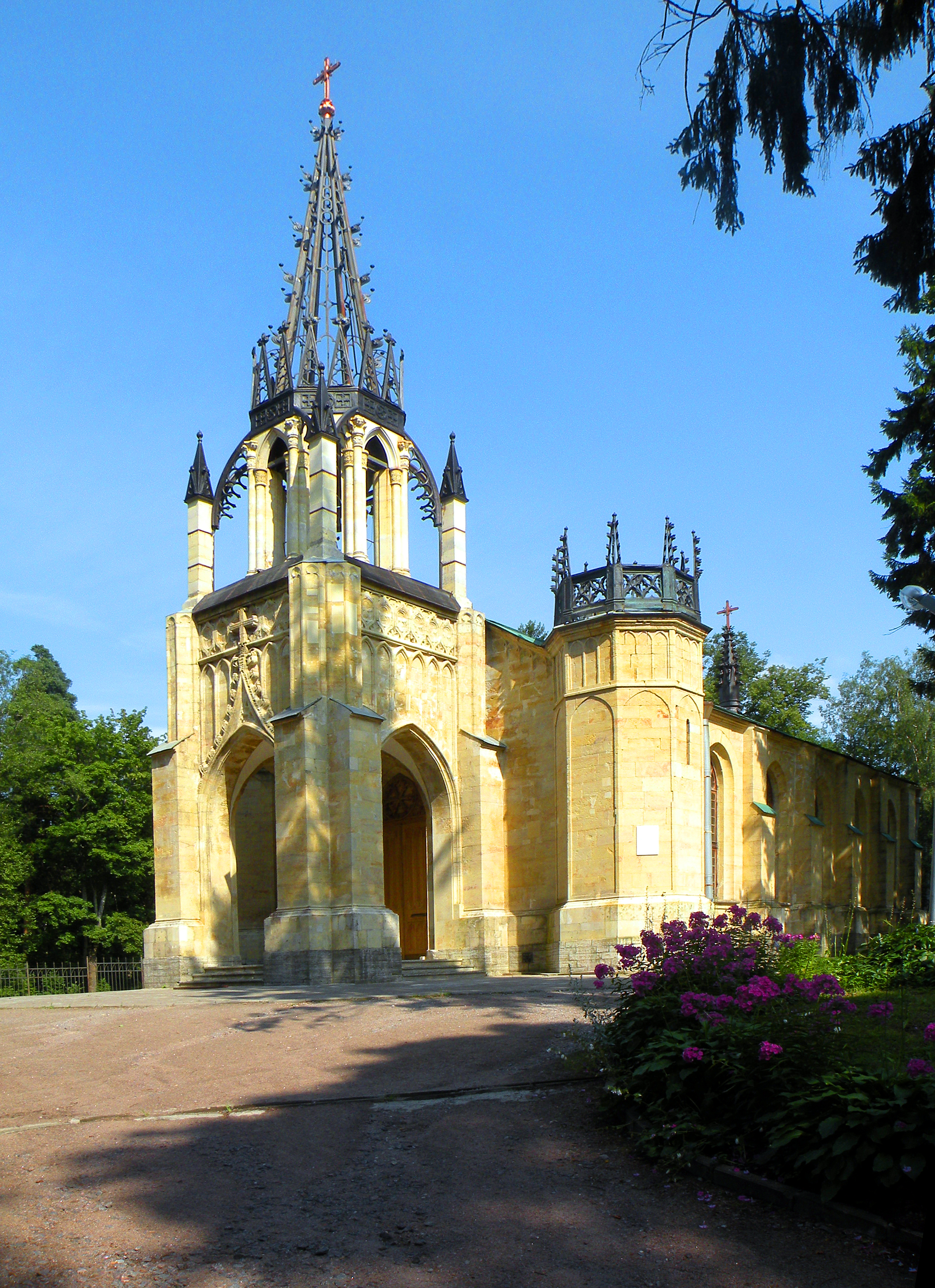
Peter- und Paul-Kirche in Pargolowo
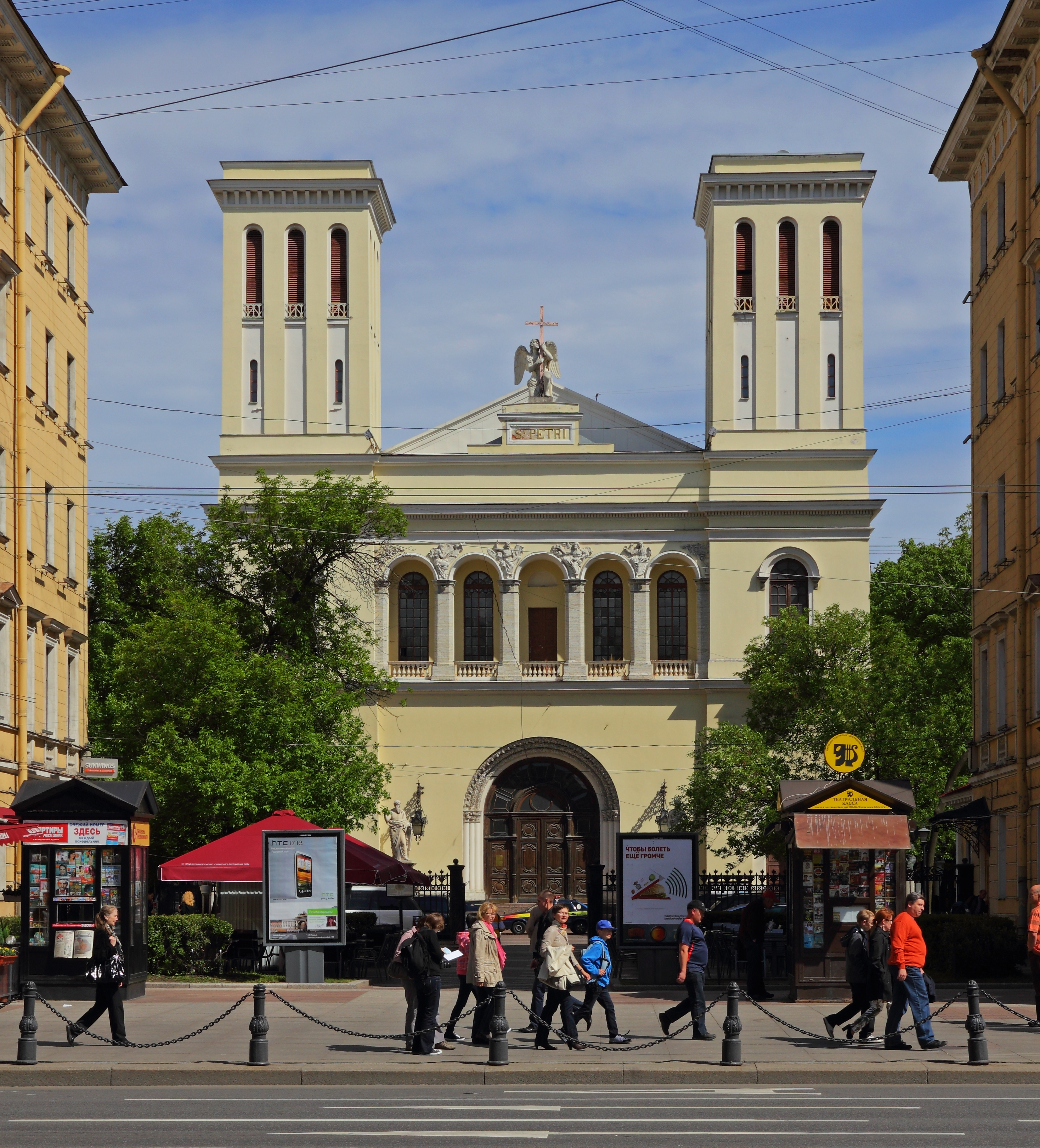
St. Petri-Kirche, St. Petersburg
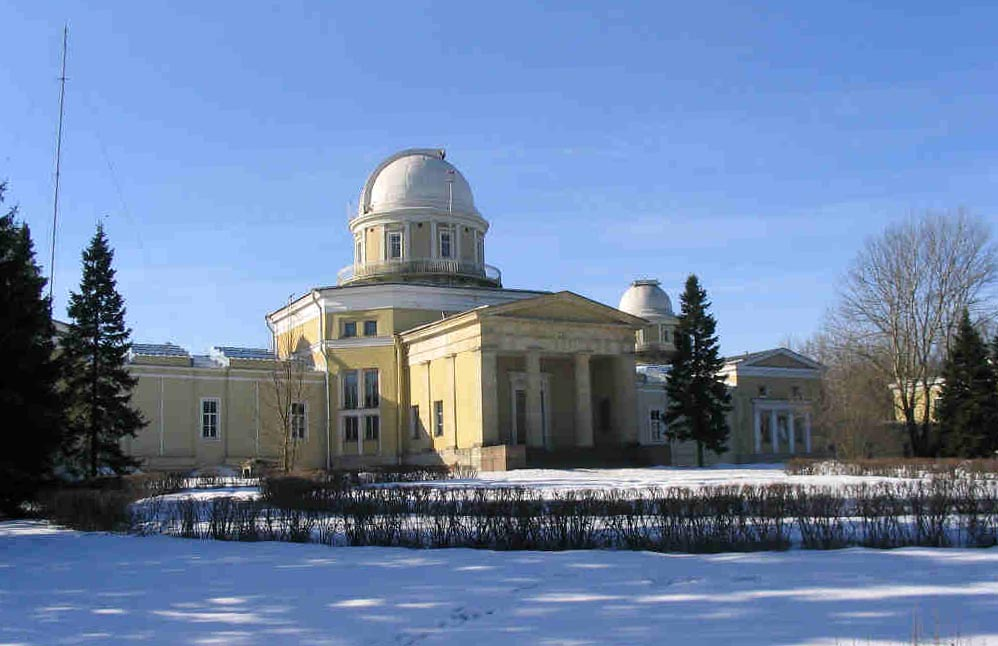
Pulkowo-Observatorium
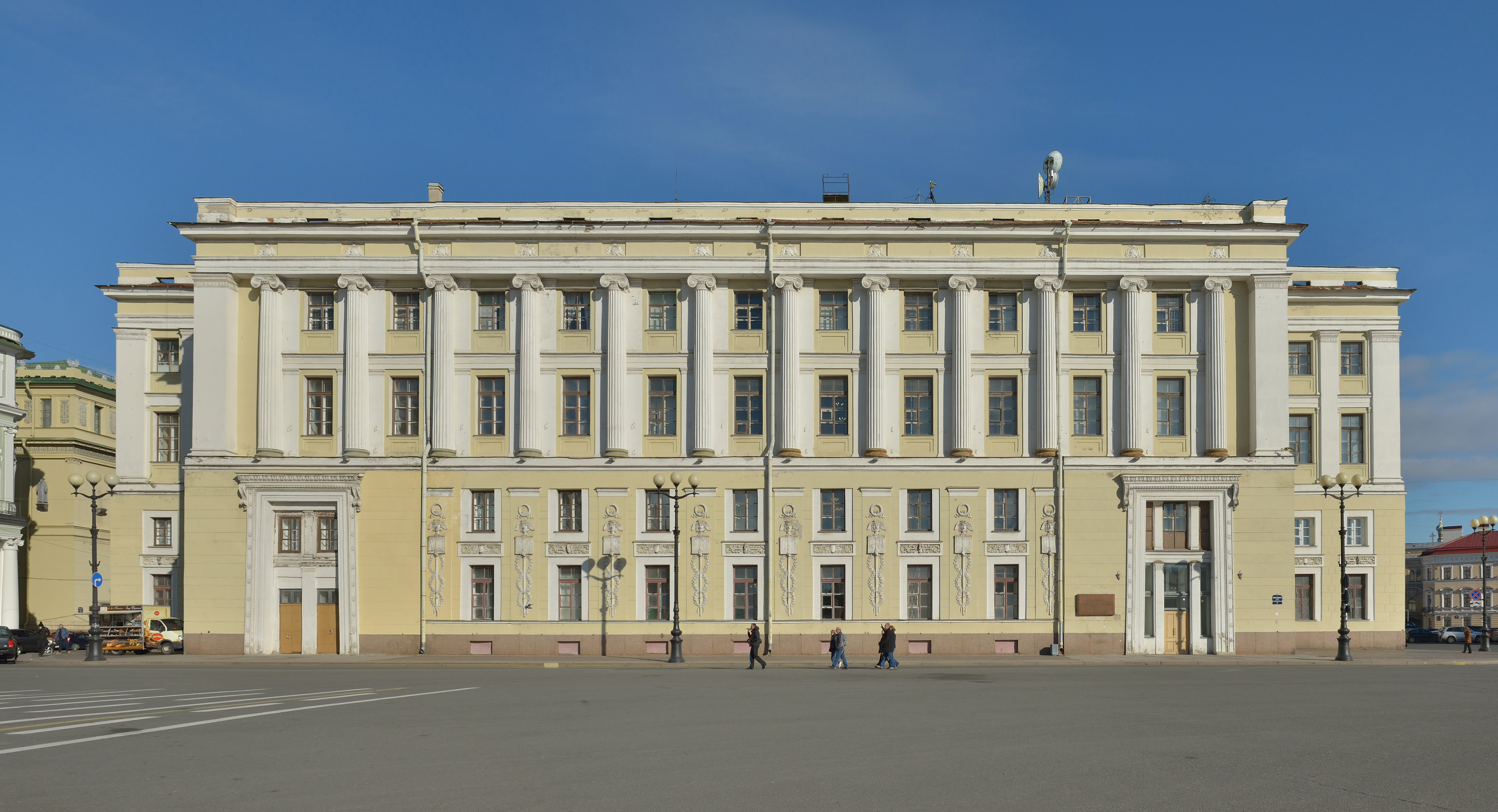
Gardekorps-Stabsgebäude, Palastplatz, St. Petersburg
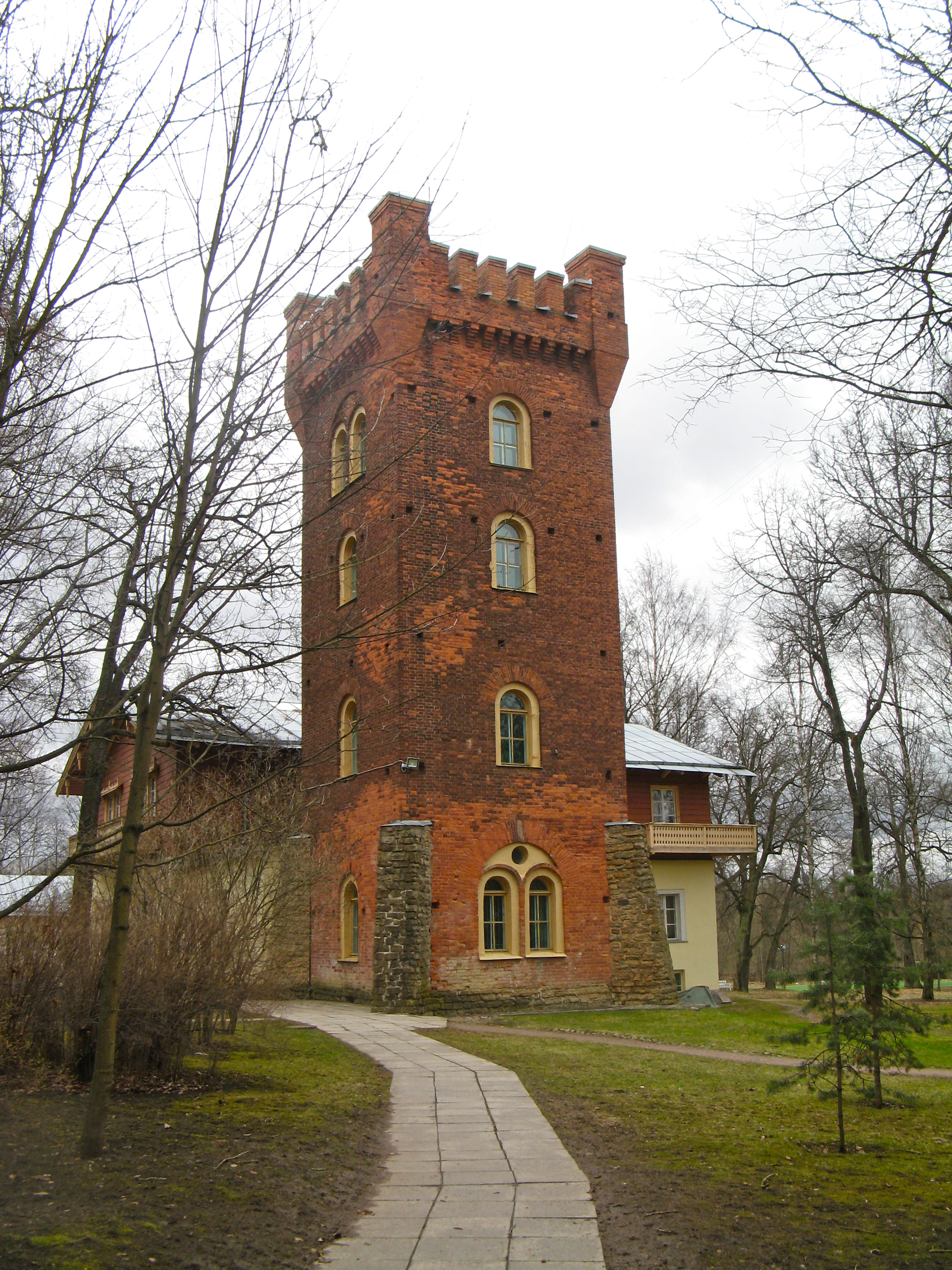
Brjullow-Datsche, Pawlowsk